# トレイシー・トムズ
トレイシー・トムズ（Tracie Thoms, 1975年8月19日 - ）は、アメリカ合衆国メリーランド州ボルチモア出身の女優。『レント』、『コールドケース 迷宮事件簿』、『プラダを着た悪魔』、『デス・プルーフ in グラインドハウス』などで知られる。

## 略歴
ハワード大学で芸術の学士号とジュリアード音楽院で演劇の学位を取得後、舞台やテレビドラマで活動。そして2004年に映画デビューを果たす。
いくつかの映画に出演しており、映画『レント』でモーリーン・ジョンソン（イディナ・メンゼル）の恋人の弁護士であるジョアン・ジェファーソン役で最もよく知られている。ブロードウェイ公演ではフレディ・ウォーカーがジョアン役を演じていたが、年齢を理由に降板していた。トムズは、役が決まる前から舞台版『レント』のファンでブロードウェイに何度も観に行っていた。
2007年、『レント』共演者のウィルソン・ジャメイン・ヘレディアとロザリオ・ドーソンと共に映画『Descent』に出演した。同年、クエンティン・タランティーノ監督映画『デス・プルーフ in グラインドハウス』にドーソンと共に出演した。
2004年、レジーナ・テイラーの『Drowning Crow』でブロードウェイ・デビューした。その後も何度か舞台に立ち、2008年7月18日、『レント』ファイナル・キャストにジョアン役で参加し、7月26日から出演した。最後のステージはDVD『Rent: Filmed Live on Broadway 』に収録されている。
2010年8月6日から8日、ニール・パトリック・ハリス演出の他のプロダクションによる『レント』でジョアン役を再び演じた。
その他の大役に『デス・プルーフ in グラインドハウス』のキムがある。
テレビドラマでは、『コールドケース 迷宮事件簿』にキャット・ミラー役で第3シーズンから最終第7シーズンまでレギュラー出演している。

## 出演作品

### 映画
| 公開年 | 邦題 原題                                                         | 役名                     | 備考             |
| ------ | ----------------------------------------------------------------- | ------------------------ | ---------------- |
| 2005   | RENT/レント Rent                                                  | ジョアン・ジェファーソン |                  |
| 2006   | プラダを着た悪魔 The Devil Wears Prada                            | リリー                   |                  |
| 2007   | デス・プルーフ in グラインドハウス Death Proof                    | キム                     |                  |
| 2007   | 男と女の不都合なセックス事情 Sex and Breakfast                    | サラ                     |                  |
| 2008   | レント ライヴ・オン・ブロードウェイ Rent: Filmed Live on Broadway | ジョアン・ジェファーソン |                  |
| 2009   | こわれた恋のなおし方 Peter and Vandy                              | メリッサ                 |                  |
| 2009   | グッド・ヘアー 〜アフロはどこに消えた?〜 Good Hair                | -                        | ドキュメンタリー |
| 2012   | デビル・ストレンジャー Meeting Evil                               | ラティシャ・ロジャース   |                  |
| 2012   | LOOPER/ルーパー Looper                                            | ビアトリクス             |                  |
| 2014   | ANNIE/アニー Annie                                                | アニーの「母」           |                  |
| 2021   | YESデー 〜ダメって言っちゃダメな日〜 Yes Day                      | ビリー                   |                  |

### テレビシリーズ
| 放映年    | 邦題 原題                                                    | 役名                 | 備考                                     |
| --------- | ------------------------------------------------------------ | -------------------- | ---------------------------------------- |
| 2003      | ザ・シールド ルール無用の警察バッジ The Shield               | ボニー               | 第2シーズン第13話「終わりなき闘い」      |
| 2005      | ロー&オーダー Law & Order                                    | リンダ               | 第15シーズン第12話「強欲」               |
| 2005-2010 | コールドケース 迷宮事件簿 Cold Case                          | キャット・ミラー     | 計103話出演                              |
| 2009      | プライベート・プラクティス 迷えるオトナたち Private Practice | コレット             | 第3シーズン第4話「心に消えない染み」     |
| 2010      | ヒューマン・ターゲット Human Target                          | ミシェル             | 第2シーズン第5話「悪徳刑事を暴け」       |
| 2011      | SUITS/スーツ Suits                                           | ベッキー             | 第1シーズン第7話「インサイダー取引の謎」 |
| 2011      | ハリーズ・ロー 裏通り法律事務所 Harry's Law                  | キャサリン           | 計4話出演                                |
| 2013      | 恋するインターン Emily Owens M.D.                            | Natalia Gorgia       | 第1シーズン第11話「いつか誰かの一番に」  |
| 2013      | グッド・ワイフ The Good Wife                                 | ジュディ・ビショップ | 第4シーズン第16話「悪魔のささやき」      |
| 2013      | PERSON of INTEREST 犯罪予知ユニット Person of Interest       | Monica Jacobs        | 第2シーズン第19話「トロイの木馬」        |
| 2017      | クリミナル・マインド FBI行動分析課 Criminal Mind             | モニカ・ウォーカー   | 計2話出演                                |
| 2018-     | 9-1-1: LA救命最前線 9-1-1                                    | カレン・ウィルソン   | 計19話出演                               |
| 2019-     | 真相 - Truth Be Told Truth Be Told                           | Desiree Scoville     | メインキャスト                           |
| 2020      | ブラインドスポット タトゥーの女 Blindspot                    | アーラ・グリゴリアン | リカーリング                             |

## 関連文献
- Tracie Thoms Bio at CBS TV's Cold Case [リンク切れ]